# الجؤجؤ (كوكبة)
تعتبر كوكبة الجؤجؤ أو القَرْنَيَّة (باللاتينية: Carina) من كوكبات نصف الأرض الجنوبي. يأتي هذا الاسم من جؤجؤ السفينة حيث يوحي شكل النجوم بشكل جؤجؤ سفينة.
وقد كانت كوكبة الجؤجؤ جزءًا من كوكبة أكبر بكثير، والتي كانت يسمّى الملاح الشمالي (بالإنجليزية: Argo Navis)‏؛ حيث كانت تغطي قرابة 75 درجة في سماء الأرض.
وبسبب كبر مساحة كوكبة الملاح الشمالي وعدم صلاحيتها للاستعمال الفلكي، فقد جُزّئت إلى أربعة كوكبات: كوكبة الجؤجؤ، وكوكبة بيت الإبرة، وكوكبة الكوثل، وكوكبة الشراع.
تحتوي كوكبة الجؤجؤ على نجم غير مستقر يسمى إيتا الجؤجؤ (بالإنجليزية: Eta Carina)‏، والذي يسحب الكتلة من سديم قريب منه؛ وكتلة النجم إيتا الجؤجؤ عظيمة جداً ولا يستطيع حمل كل المادة التي يجمعها، وتنفخ بشكل دوري بسبب المواد الفائضة في انفجار هائل، يسمى نوفا.
وقد كان آخر انفجار للنجم إيتا الجؤجؤ خلال القرنين الثامن عشر والتاسع عشر بعد الميلاد والذي توهج فيها بأكثر من 4000 مرة، والغيمة التي نتجت جراء الانفجار تسمى سديم حامل المفتاح (بالإنجليزية: keyhold)‏ أو السديم (NGC 3372).

## سديم الجؤجؤ
من التجمعات النجمية التي تحتوي عليها كوكبة الجؤجؤ: NGC 2516 , NGC 2808، NGC 3114، NGC 3247، NGC 3324.
ومن السدم: إن جي سي 2867.
وأما أهم النجوم الموجودة في كوكبة الجؤجؤ فهي: ألفا الجؤجؤ (النجم سهيل)، وبيتا الجؤجؤ (نجم ميابالاسيدوس)، وإبسلون الجؤجؤ (النجم أفيور)، وإيتا الجؤجؤ (النجم توريس).

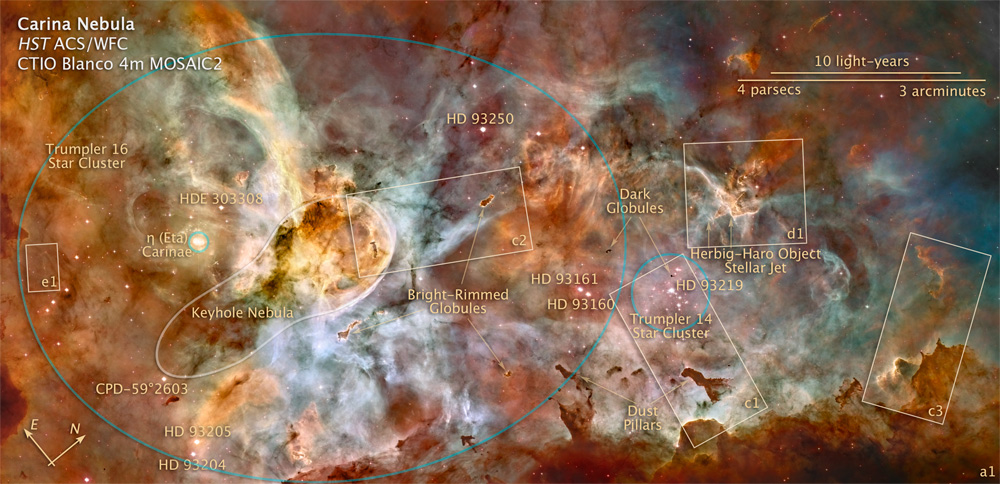
صورة ب تلسكوب هابل الفضائي ذات ألوان اختيارية توضح بعض المناطق المميزة لسحابة الجؤجؤ البالغة الكبر (Zoomable version); Credit: HST/ناسا/وكالة الفضاء الأوروبية